# Kamichika Ichiko

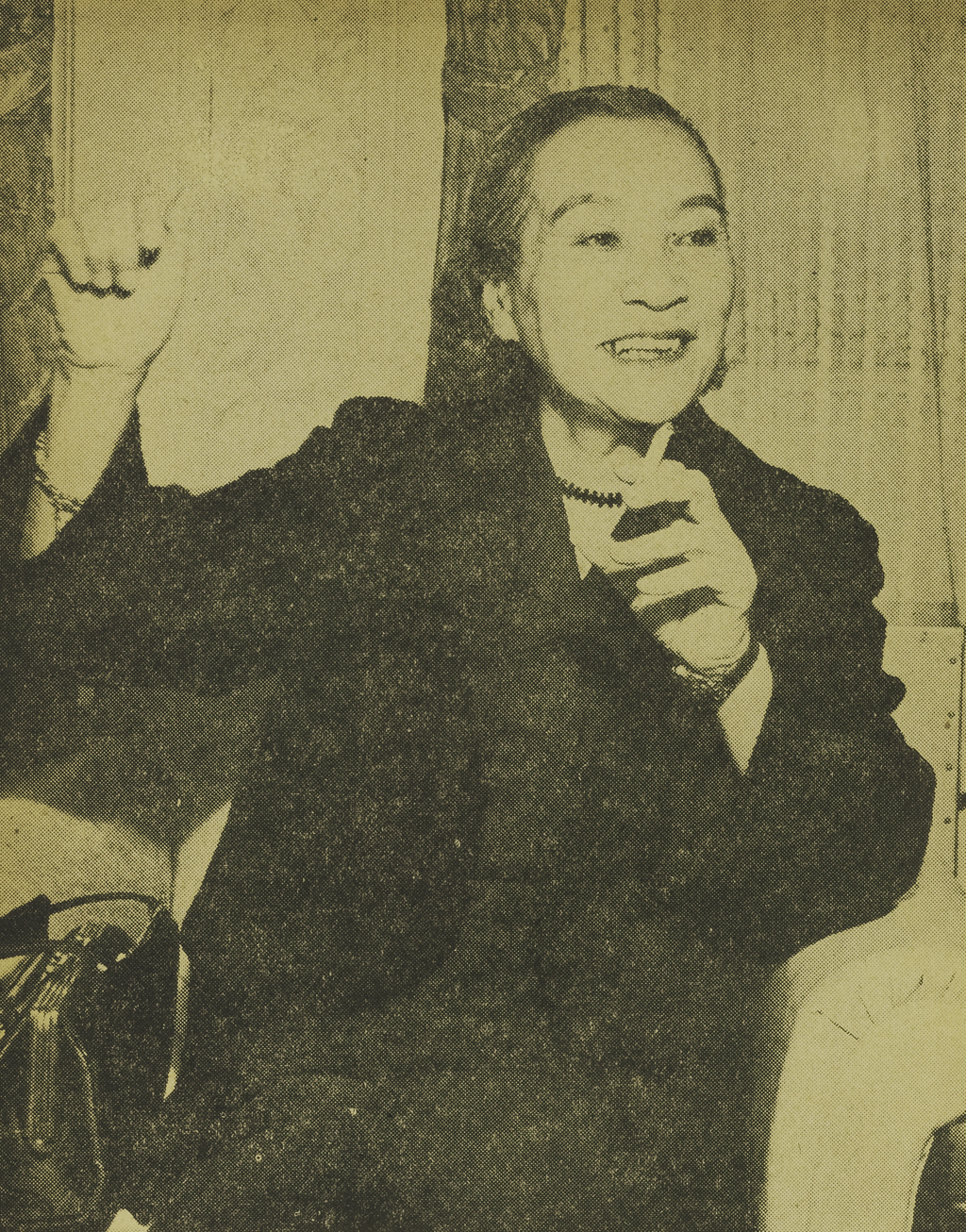
Kamichika Ichiko

Kamichika Ichiko (japanisch 神近 市子; geboren 6. Juni 1888 in Nagasaki; gestorben 1. August 1981 in Tokio) war eine japanische Schriftstellerin und Politikerin.

## Leben und Wirken
Kamichika Ichiko hatte nach dem Tode ihres Vaters, eines Arztes der Kampo-Schule, ein schwieriges Leben. Sie machte ihre Ausbildung an der „Joshi Eigaku-juku“ (女子英学塾), der späteren „Tsuda-Universität“ und arbeitete dann als Lehrerin (青森県立弘前高等女学校, Aomori-kenritsu Hirosaki kōtō jogakkō). Sie verließ die Schule, als ihr vorgeworfen wurde, mit der von Hiratsuka Raichōs „Aotosha“ (青鞜社)‚ der „Blaustrumpf-Gesellschaft“ etwas zu tun zu haben.
1914 wurde Kamichika Reporterin für die Zeitung „Tōkyō Nichinichi Shimbun“ (東京日日新聞) und spielte eine aktive Rolle zur Etablierung des Berufs Reporter für Frauen. Da sie Interesse an politischen Grundsatzüberlegungen hatte, nahm sie Kontakt zum Anarchisten Ōsugi Sakae auf. Es kam  zu einer  Vierecksbeziehung mit Osugis Frau und Itō Noe. 1916 griff Kamichika Ōsugi an, der begonnen hatte, mit Itō zusammen zu leben, und verletzte ihn schwer. Das ist – benannt nach dem Ort des Geschehens – als „Hikage-Teehaus-Zwischenfall“ (日蔭茶屋事件, Hikage chaya jiken) in die Geschichte eingegangen. Nach zwei Jahren Gefängnis setze sie ihre schriftstellerische Tätigkeit fort und heiratete 1920  Suzuki Atsushi (鈴木 厚), von dem sie drei Kinder bekam. Ab 1935 gab sie zusammen mit ihrem Mann das Frauen-Magazin „Fujin Bungei“ (婦人文芸) heraus. Sie ließ sich 1937 von ihm scheiden.
Nach dem Zweiten Weltkrieg kandidierte Kamichika für die Wahlen zum Repräsentantenhaus für die Sozialistische Partei Japans und wurde gewählt. Sie blieb bis zum 81. Lebensjahr Abgeordnete, 5 Wahlperioden lang. Während dieser Zeit vertrat sie den linken Flügel der Partei und bemühte sich u. a. um die Verabschiedung des „Gesetzes zum Verbot der Prostitution“ (売春防止法, Baishun bōshi-hō).